# Sharknado 2: The Second One

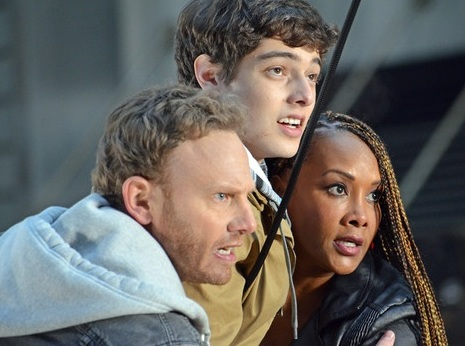
Ian Ziering, Vivica A. Fox en Dante Palminteri in Sharknado 2: The Second One

Sharknado 2: The Second One is een Amerikaanse rampenfilm/horrorfilm uit 2014 van The Asylum en Syfy Films, met Tara Reid, Ian Ziering en Vivica A. Fox. De televisiefilm was een vervolg op de in 2013 verschenen film Sharknado die dat jaar een soort culthit werd. De film werd op 30 juli 2014 op Syfy uitgezonden en bevatte na het succes van de voorganger enkele cameo's van bekende acteurs die zichzelf speelden of een verwijzing naar een bekend personage speelden. Ook bevatte de film metahumor zoals een verwijzing naar de uitdrukking "jumping the shark" die gebruikt wordt als een televisie- of filmserie over haar hoogtepunt heen is.

## Verhaal
Een tornado gevuld met haaien treft dit keer New York.

## Rolverdeling
| Acteur           | Personage             |
| ---------------- | --------------------- |
| Ian Ziering      | Finley 'Fin' Shepherd |
| Tara Reid        | April Wexler          |
| Vivica A. Fox    | Skye                  |
| Mark McGrath     | Martin Brody          |
| Kari Wührer      | Ellen Brody           |
| Courtney Baxter  | Mora Brody            |
| Dante Palminteri | Vaughn Brody          |